# Copa Bora 1.8T
La Copa Bora 1.8 T (conocida también como Monomarca Bora 1.8T) es una categoría argentina de automovilismo de velocidad. Se trata de una categoría monomarca de turismos con preparación estándar mejorado. Fue lanzada por la Asociación Corredores de Turismo Carretera, como una alternativa económica para pilotos de bajos recursos, o bien para aficionados con intenciones de incursionar en la disciplina. A pesar de haber sido ideada en el año 2011, como parte de una serie de convenios celebrados entre ACTC y la automotriz alemana Volkswagen, su lanzamiento se materializó al cierre de la temporada 2014, siendo presentado como único modelo homologado el Volkswagen Bora en su versión motorizada 1.8 Turbo. Para mayor curiosidad, el lanzamiento de esta categoría se dio un mes después del anuncio de la salida de la línea producción del mencionado modelo.
Esta categoría tuvo su primer campeonato en el año 2015 y su cronograma se desarrolló a la par de los calendarios del Turismo Carretera y TC Pista, oficiando como telonera de ambas y desarrollando sus actividades los días sábado. Sus primeros campeonatos se desarrollaron entre los años 2015 y 2017, teniendo como campeones a los pilotos Pablo Melillo (2015), Franco Morillo (2016) y Guido Serafini (2017). Tras la temporada 2017, fue anunciado el cese de las actividades de esta categoría y su reemplazo por la Porsche GT3 Cup Trophy Argentina. Sin embargo, para el año 2019, la categoría fue reflotada siendo consagrado Diego Leston como su nuevo campeón, mientras que para el año 2020 se anunció su regreso a la órbita fiscalizadora de la ACTC.

## Vehículo homologado
El modelo homologado para esta categoría fue el Volkswagen Bora motorizado con impulsor 1.8 de 4 cilindros en línea, equipado con turbocompresor Garret T30 que llevaba al motor a desarrollar una potencia de 180 CV a 5700 RPM. La alimentación del motor era a través de un sistema inyector electrónico Bosch ME 7.5, mientras que su relación de compresión era de 9,5:1 y su par motor 174 lb/pie a 2200 RPM. El mismo, estaba acoplado a una caja manual de 5 velocidades y marcha atrás, mientras que en velocidad máxima podía alcanzar los 235 km/h.
Su sistema de seguridad está compuesto por butaca Nick efe-uno, con cinturones de seguridad GP Race de 5 anclajes. Al mismo tiempo, otros elementos utilizados en su equipamiento son llantas marca EB de 17 pulgadas, mientras que el set de neumáticos se divide entre neumáticos slick marca NA de medidas 24,5/7/17, mientras que para piso húmedo se utilizan compuestos marca Bridgestone de medidas 225/25/17. El sistema de suspensiones delantero es un sistema independiente McPherson, con amortiguadores ajustables en extensión de marca Barattero, mientras que el sistema trasero es de eje rígido, con el mismo juego de amortiguadores. El sistema de frenos está compuesto por discos ventilados adelante y discos rígidos atrás.

## Campeones
| Año     | Piloto              |
| ------- | ------------------- |
| 2015    | Pablo Melillo       |
| 2016    | Franco Morillo      |
| 2017    | Guido Serafini      |
| 2019    | Diego Leston        |
| 2020-21 | Juan Cruz Colabello |